# ناتالکا پولتاوکا (اپرا)

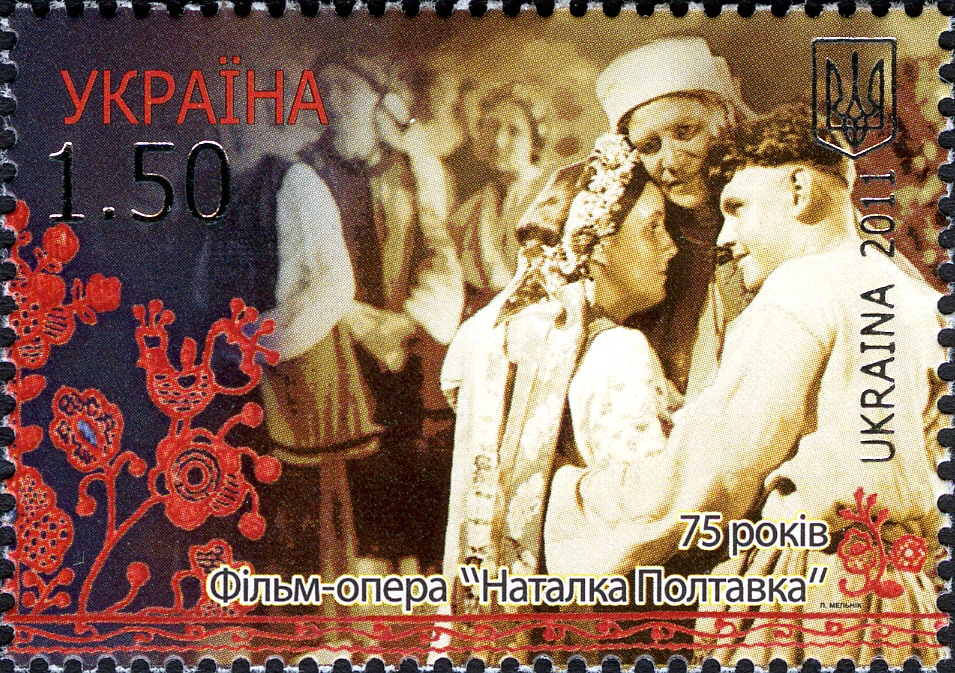
ناتالکا پولتاوکا بر روی تمبر اوکراینی در سال ۲۰۱۱ میلادی

ناتالکا پولتاوکا (به اوکراینی: Наталка Полтавка) (ناتالکا از پولتاوا) اُپرایی است در سه پرده از آهنگساز اوکراینی مایکولا لیسنکو، بر اساس نمایشنامۀ ناتالکا پولتاوکا نوشتۀ ایوان کوتلیارفسکی که اولین بار در سال ۱۸۸۹ میلادی اجرا شد.

## پیشینه
نسخهٔ اصلی نمایشنامۀ کوتلیارفسکی در سال ۱۸۱۹ میلادی حاوی تعدادی آهنگ فولکلور اوکراینی بود که در قسمت‌های مختلف اثر خوانده می‌شد. اولین اقتباس موسیقایی شناخته شده از نمایشنامه، توسط: آ. بارسیتسکی نوازندهٔ اهل خارکیف ساخته شد و در سال ۱۸۳۳ میلادی منتشر شد. همزمان نمایشنامه با بازی میخائیل شپکین در نقش ویبورنی در سال ۱۸۳۰ میلادی در مسکو با موسیقی تنظیم شده توسط: آ. گوریانوف، اول نوازندهٔ ویولن و بعدها رهبر ارکستر اجرا شد. تنظیم‌های بعدی توسط آ. یدلیچکا، ام. واسیلیف و دیگران انجام شد.

## نسخۀ لیسنکو
لیسنکو کار بر روی اپرا را در سال ۱۸۶۴ میلادی آغاز کرد، اما آن را کنار گذاشت، زیرا تجربۀ نوشتن برای صحنۀ اُپرا نداشت. نسخۀ نهایی او در سال ۱۸۸۹ میلادی تمام نسخه‌های قبلی اثر را به نمایش گذاشت. لیسنکو آهنگ‌های اصلی را که طولانی بودند، از نمایشنامه گرفت و همراهی ارکستر را برای این آهنگ‌ها و رقص‌های محلی در نمایشنامه نوشت. او درهم‌تنیدگی موسیقایی را با تولید موسیقی پس‌زمینه به بخش‌هایی بزرگ تبدیل کرد. آهنگ‌ها به آریا تبدیل شدند، یک اوورتور و وقفهٔ موسیقی اضافه شد که به روح نمایشنامه کوتلیاروفسکی وفادار ماند. اگرچه نسخهٔ لیسنکو معمولاً به عنوان یک اُپرت طبقه‌بندی می‌شود، اما بیشتر به یک اُپرا-کمیک نزدیک است و شامل گستره‌های طولانی دیالوگ گفتاری است.
تلاش‌هایی برای تبدیل اثر به «اپرای بزرگ» با اضافه کردن موسیقی توسط وی. ایوریش موفقیت‌آمیز نبود. اُپرای دولتی کی‌یف به نسخۀ اصلی لیسنکو بازگشت.

## اجراها

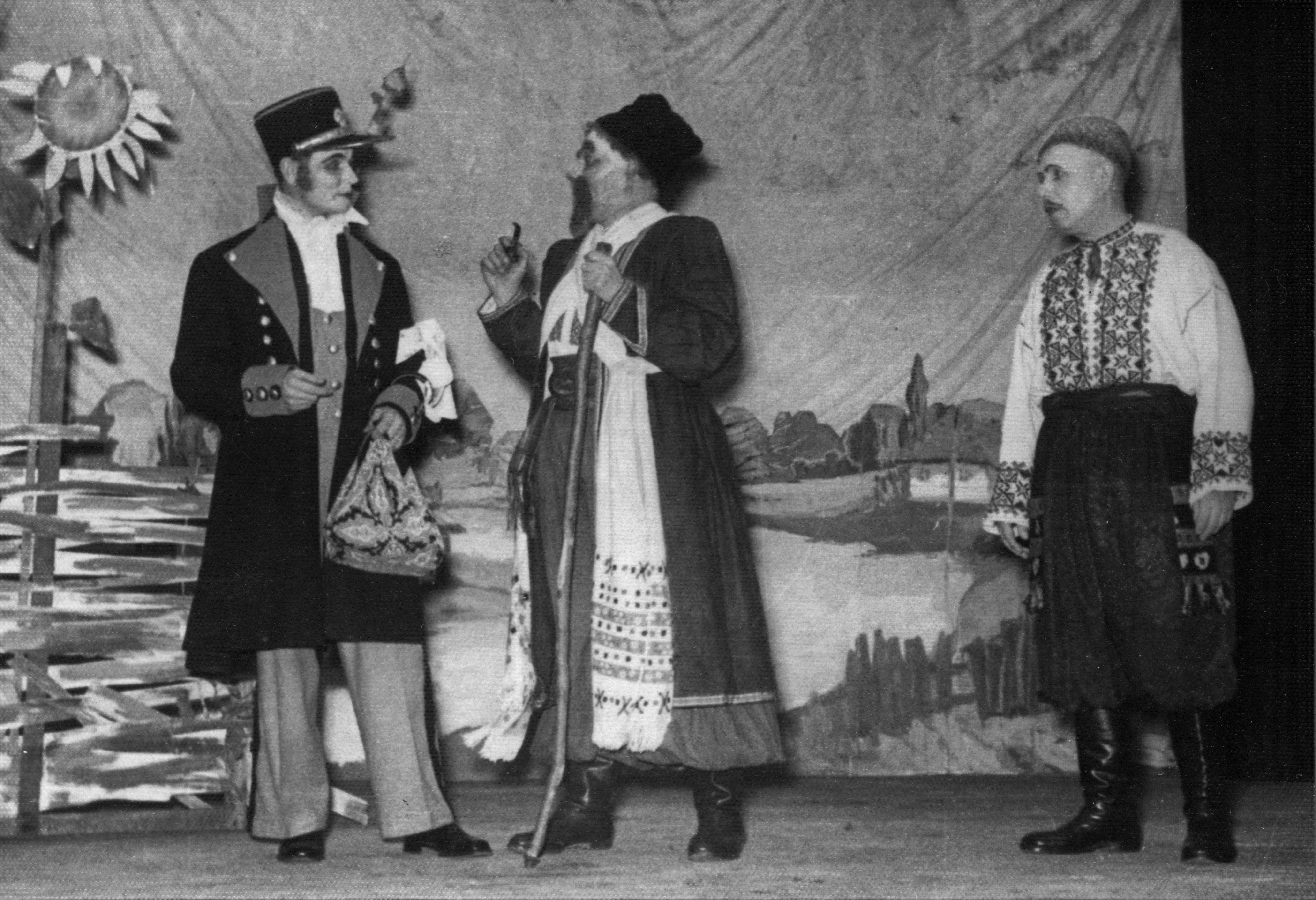
اجرای سال ۱۹۵۱ میلادی ناتالکا پولتاوکا در سیدنی

این اُپرا برای اولین بار در اودسا (به زبان روسی) در ۱۲ تا ۲۴ نوامبر ۱۸۸۹ میلادی اجرا شد.
اولین بازیگر نقش میکولا، فیودور استراوینسکی، پدر آهنگساز ایگور استراوینسکی بود.
این اُپرا از سال ۱۹۲۵ میلادی توسط اُپرای دولتی اوکراین و همچنین از زمان جنگ جهانی دوم توسط استودیو اُپرا کنسرواتوار کی‌یف اجرا شده‌ است. در این دوره قطعات توسط خوانندگان برجستۀ اوکراینی از جمله: ام. شپکین، ام. کروپیونیتسکی، پی. ساکساهانسکی، ام. زانکووتسکی، آی. پاتورژینسکی، ام. لیتوننکو-ولهموت، ام. دونتس و او. پتروسنکو اجرا شده‌ است.
در سال ۲۰۰۷ میلادی یک گونۀ متفاوت در اُپرای کی‌یف با ارکستری تلفیقی از سازهای محلی اوکراینی تولید شد. این نسخه با استقبال متوسطی مواجه شد.

## شخصیت‌ها
- وُزنی تترواکوفسکی، مرد مسن خواستگار — تنور.
- گورپینا ترپیلیخا، بیوه — سوپرانو یا متزوسوپرانو.
- ناتالکا، دختر، معشوقه — سوپرانو.
- پترو، عاشق دختر — تنور.
- مایکولا، یکی از بستگان دور ترپیلیخا — باریتون.
- ماکوگوننکو، ویبورنی (میانجی) روستایی — باس.

## خلاصۀ داستان

### پردۀ I
ناتالکا منتظر بازگشت نامزدش پترو است که در خارج از کشور کار می‌کند. او مورد توجه مالک مسنی به نام وُزنی قرار گرفته است، که ویبورنی را متقاعد می‌کند تا از جانب او نزد ناتالکا شفاعت کند.

### پردۀ II
ویبورنی مادر ناتالکا، ترپیلیخا را متقاعد می‌کند که دخترش به جای انتظار برای بازگشت نامشخص پترو، باید با وُزنی ثروتمند ازدواج کند. دوشیزگان روستا ناتالکا را برای عروسی او آماده می‌کنند، اگرچه او در ناامیدی است.

### پردۀ III
پترو باز می‌گردد: مایکولا او را از نامزدی ناتالکا مطلع می‌کند. ناتالکا ظاهر می‌شود و به پترو می‌گوید که فقط او را دوست دارد. ترپیلیخا مخالفت می‌کند و پترو متعهد می‌شود که در صورت جلوگیری از احساس بد، روستا را ترک کند. وُزنی که تحت تأثیر این رفتار قرار گرفته، تسلیم می‌شود و همه چیز به خوشی به پایان رسید.

## اقتباس سینمایی

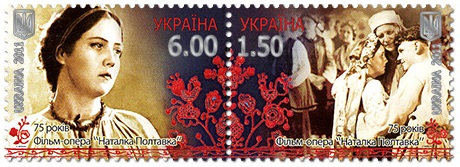
اقتباس سینمایی ناتالکا پولتالکا

اُپرای لیسنکو به صورت فیلمی اقتباسی ساخته شد که در ۲۴ دسامبر ۱۹۳۶ میلادی در اوکراین اکران شد. این فیلم توسط ایوان کاوالریدزه کارگردانی شد. این فیلم اولین اقتباس از یک اُپرت تولید شده در اتحاد جماهیر شوروی سابق بود.